# Myresjö IF
Der Myresjö IF ist ein ehemaliger schwedischer Sportverein aus Myresjö. Die Fußballmannschaft des Klubs spielte zwischen 1982 und 1997 insgesamt zwölf Jahre in der zweiten Liga.

## Geschichte
Myresjö IF gründete sich 1943. Neben Fußball und Skifahren gab es in den 1950er Jahren eine Eishockey- sowie eine Bandyabteilung, die später aufgelöst wurden. Gegen Ende des Jahrzehnts begann der Aufstieg der Fußballmannschaft. 1959 noch in der untersten Spielklasse gelang bis 1968 der Aufstieg in die dritte Liga, in der die Mannschaft in ihrer ersten Spielzeit hinter Nybro IF als Vizemeister den Durchmarsch in die Zweitklassigkeit knapp verpasste. Nach mehreren Jahren im Mittelfeld der Staffel Mellersta Götaland zog der Verein 1977 als Staffelsieger in die Aufstiegsrunde zur zweiten Liga ein. Hinter IFK Kristianstad und Trelleborgs FF verpasste die Mannschaft als Dritter der Runde den Aufstieg. 1981 wiederholte sie den Staffelsieg und setzte sich in der anschließenden Relegation gegen Norrby IF und BK Forward durch.
In der zweiten Liga spielte Myresjö IF gegen den Abstieg, hielt aber mit einem Punkt Vorsprung auf den von IK Oddevold belegten Abstiegsplatz die Klasse. Auch in den folgenden Jahren stand die Mannschaft regelmäßig im Abstiegskampf, bis 1987 hinter GAIS, Trelleborgs FF und Kalmar AIK mit dem vierten Tabellenrang das bis dato beste Ergebnis der Vereinsgeschichte erzielt wurde. Der Erfolg wurde jedoch nicht bestätigt, bereits in der folgenden Spielzeit stieg die Mannschaft gemeinsam mit IFK Hässleholm in die dritte Liga ab. Nach einem sechsten Platz im ersten Jahr gelang als Sieger der Staffel Södra der Wiederaufstieg in die zweite Liga. Wiederum setzte sich die Mannschaft im hinteren Bereich fest. 1993 belegte sie den Relegationsplatz und verpasste nach einem 2:2-Unentschieden und einer 0:1-Niederlage gegen Stenungsunds IF den Klassenerhalt. In den folgenden Jahren pendelte der Verein zwischen zweiten und drittem Liganiveau. Nachdem er 1997 erneut abgestiegen war, verpasste die Mannschaft in der Relegation gegen IK Kongahälla den erneuten Aufstieg.
Myresjö IF etablierte sich auf dem dritten Spielniveau. 2005 überstand der Klub eine Ligareform, als die vier Staffeln zu zwei Staffeln zusammengefasst wurden. Die anschließende Spielzeit beendete er auf einem Abstiegsplatz. Zunächst spielte die Mannschaft um den Wiederaufstieg, ehe sie 2009 in die fünfte Liga abstieg. Dem Aufstieg 2011 folgte der direkte Wiederaufstieg.
Nach dem erneuten Abstieg schloss sich Myresjö IF mit Vetlanda FF zum Myresjö/Vetlanda FK zusammen. 

## Weblink
- Offizielle Vereinsseite